# Cry Me a River (茱莉·倫敦歌曲)
Cry Me A River 是美國爵士樂女歌手茱莉·倫敦的第一張單曲，由London Records於1955年10月發行，為單聲道形式。   此單曲「Cry Me A River(淚流成河)」受到極大的成功，廣為傳唱，也是她最知名的代表作，讓她成為50～60年代最受歡迎的爵士樂女歌手。此曲的作者「Arthur Hamilton」是「Julie London」高中同學，有趣的是此曲原本是要讓黑人爵士名伶，有爵士第一夫人美譽的「Ella Fitzgerald」演唱，陰錯陽差下卻成為「Julie London」最知名的歌曲。

## 曲目和格式
- US 十吋單曲

目錄號 55006
唱片公司 Liberty Records
發行日期 1955年
- UK 七吋單曲

目錄號 45-HL-U-8240
唱片公司 London Records
發行日期 1955年
- US 七吋宣傳單曲

目錄號 F55227
唱片公司 Liberty Records
發行日期 1955年
- UK 十吋單曲

目錄號 	HL-U.8240
唱片公司 London Records
發行日期 1956年
- 意 大利 十吋單曲

目錄號 	45-HL 8240 
唱片公司 London Records
發行日期 1956年
- 德國 七吋單曲

目錄號 DL 20109
唱片公司 London Records
發行日期 1956年
| 曲序 | 曲目             | 作曲/填詞/編曲                | 時間長度 |
| ---- | ---------------- | ----------------------------- | -------- |
| 1    | "Cry Me A River" | Arthur Hamilton               | 2:36     |
| 2    | "'S Wonderful"   | George Gershwin, Ira Gershwin | 1:33     |

## 備註
1. ↑  . discogs Official Website.   [2017-03-27]. （原始内容存档于2017-03-28）.
2. ↑  . 45cat Official Website.   [2017-03-29]. （原始内容存档于2017-03-30）.